# Laplatasaurus
A Laplatasaurus (jelentése 'La Plata-gyík') a titanosaurida dinoszauruszok egyik neme, amely késő kréta időszakban élt, Dél-Amerika területén. Egyetlen faj tartozik ide, a Laplatasaurus araukanicus.

## Anatómia
A Laplatasaurus 18 méter hosszú volt. Nagyon hasonlított a Saltasaurusra, a hátán hasonló, de kisebb taréjokkal díszített lemezekből álló páncélzatot viselt.

## Felfedezés és fajok
A típusfajt, a Laplatasaurus araukanicust, először Friedrich von Huene írta le, 1929-ben. Korábban a Laplatasaurus nembe még két faj tartozott, a Laplatasaurus madagascariensis és a Laplatasaurus wichmannianus, de ezeket felfedezésüket követően más nemekbe helyezték át.

## Fordítás
Ez a szócikk részben vagy egészben a Laplatasaurus című angol Wikipédia-szócikk ezen változatának fordításán alapul.  Az eredeti cikk szerkesztőit annak laptörténete sorolja fel. Ez a jelzés csupán a megfogalmazás eredetét és a szerzői jogokat jelzi, nem szolgál a cikkben szereplő információk forrásmegjelöléseként.